# 本願寺文化興隆財団
一般財団法人 本願寺文化興隆財団（ほんがんじぶんかこうりゅうざいだん）は、浄土真宗大谷本願寺派本山本願寺第二十五代法主大谷暢順（經如）が財団理事長を勤める一般財団法人である。大谷暢順は、東本願寺第二十四代法主・闡如（大谷光暢）の次男。
「東本願寺東山浄苑」（京都市山科区上花山）を拠点として、納骨堂（東山浄苑境内）や吉崎御坊 蓮如上人記念館（福井県あわら市吉崎）を運営し、京都東山文化振興会、文学賞「親鸞賞」「蓮如賞」、国際文化交流、出版事業、佛教学通信教育等、幅広い社会貢献に持する活動を行っている。
別名は本願寺維持財団。

## 沿革
- 1849年（嘉永2年） - 本願寺21世法主大谷光勝（厳如）に、伏見宮家から嘉枝宮和子女王降嫁。御化粧料として大谷家に六条山（東山浄苑の地）を持参。
- 1912年（大正元年） - 本願寺23世法主大谷光演（彰如）を設立者・総裁として、本願寺の維持すなわち『勧学布教・学事の振興』を目的とした財団法人本願寺維持財団創設（内務大臣認可）。
- 1913年（大正2年） - 大谷光演総裁、御親示発布。
- 1920年（大正9年） - 大谷伯爵家より京都駅前の土地、約7000坪の寄進を受け、財団基本財産とする。
- 昭和40年頃、本願寺24世法主大谷光暢（闡如）、大谷祖廟が手狭となったことから、寺院としての墓所建立を企画。
- 1971年（昭和46年） - 財団法人本願寺維持財団理事長に大谷暢順就任。東本願寺並びに真宗大谷派、企画倒れとなった六条山納骨墓所の建立を本願寺維持財団に懇願。東本願寺東山浄苑（以下、浄苑）経営を引き受け、浄苑設立を軌道に乗せる。
- 1973年（昭和48年） - 浄苑起工式。常楽堂・管理棟・本堂等着工。京都市、本願寺維持財団に、「東山浄苑」の納骨堂経営を許可。世界初の永代管理システムで納骨御仏壇の受付を開始。浄苑落慶法要厳修。
  - 「東本願寺東山浄苑」（納骨堂）の建立にあたって、本願寺維持財団は「本願寺と真宗大谷派からの要請を受けた[2]。」とし、真宗大谷派は「宗派及び本願寺に何の了解もなく六条山に墓地造成を計画着工した[3]」、としている。
- 1977年（昭和52年） - 東山浄苑護持相続会（現護持会の濫觴）設立。
- 1978年（昭和53年） - 第1回盆燈会。
- 1983年（昭和58年） - 浄苑創建10周年慶讃法要厳修・インド佛蹟巡拝。
- 1986年（昭和61年） - 財団創立75周年記念中国佛蹟巡拝。
- 1987年（昭和62年） - 常楽堂御本尊御入佛法要厳修。
- 1988年（昭和63年） - 常楽堂前に、御本尊造像記念碑建立。庭園「響流庭」完成。
- 1990年（平成2年） - 東山浄苑護持会設立。
- 1992年（平成4年） - 財団設立者、彰如50回忌法要厳修。玅寳院殿（嘉枝宮様）100回忌・六条山賜山150周年記念法要厳修。
- 1993年（平成5年） - 文学賞「蓮如賞」を創立。
- 1994年（平成6年） - 厳如100回忌法要厳修。浄苑創建20周年慶讃法要厳修。大谷暢順原作　京都歴史絵巻『六条山縁起』公演。
- 1995年（平成7年） - 阪神・淡路大震災犠牲者の遺骨の収容に協力。新御堂「嘉枝堂」起工式。
- 1996年（平成8年） - 京都府京都市伏見区下鳥羽において、新たに「宗教法人 本願寺」を登記・認可され、浄土真宗大谷本願寺派の本山とし、本願寺第二十五世法主に就任し本願寺維持財団が経営する東山浄苑を拠点として活動を開始する。
- 1998年（平成10年） - 嘉枝堂落慶法要厳修。
- 1999年（平成11年） - スリランカより、真正佛舎利を贈られる。文学賞「親鸞賞」を創設。浄苑創建25周年記念慶讃法要厳修。大谷暢順原作 京都歴史絵巻『六条山縁起』公演。
- 2001年（平成13年） - 総門竣工。
- 2002年（平成14年） - 元京都市立芸術大学長「中田勇治郎遺墨展」開催。
- 2003年（平成15年） - 第1回須彌壇法名奉納会を厳修。「京都東山文化振興会」発足。「往還回向の夜」開始。
- 2004年（平成16年） - 「信心学通信教育」開講。大谷暢順の「信心学への招待」全国放送開始。
- 2005年（平成17年） - 大谷暢順、未曾有の津波被害を受けた佛教国スリランカにお見舞いとして被害状況視察の為、使者を派遣。新大谷楽苑発足。蓮如上人500回御遠忌法要、本願寺維持財団創立90周年並びに東山浄苑創建30周年記念法要、総門御入佛落慶法要厳修。大谷暢順原作、京都歴史絵巻『六条山縁起』公演。スリランカに於いて、同国文化省の要請、並びに日本国外務省の側面的支援を受け、津波の最大被災地にわが国初となる同国政府との合同事業である「津波本願寺佛舎」を建立する起工式を厳修。
- 2006年（平成18年） - 大谷暢順、「日本文化興隆に向かって」と題し、御親示を発布。佛紀2550年（釈尊涅槃2550年）慶祝事業。スリランカ政府、スリランカ大菩堤会共催の佛紀2550年記念式典に霊光院大谷実成本願寺連枝殿が参列。NGO「スリランカ日本佛教文化友好協会」（会長＝大谷暢順）、スリランカ政府より認証。大谷暢順による講義が奈良テレビ放送で放映。「津波本願寺佛舎」が完成、落慶法要を厳修。日本の民間団体では、初のスリランカ国家式典。「津波本願寺佛舎」落慶の謝意として、スリランカ僧からインドの故インディラ・ガンジー首相所有の佛舎利を拝受。
- 2007年（平成19年） - 第6回京都東山文化振興会開催。野村万作、野村萬斎両氏による蓮如ゆかりの狂言「鶯」を500年ぶりに再演。大谷暢順、スリランカ大統領と面談（京都迎賓館：於）
- 2008年（平成20年） - 福井県あわら市の吉崎御坊蓮如上人記念館で10周年式典。同記念館で、あわら市と共催による第8回京都東山文化振興会。文学賞第5回「親鸞賞」記念行事を京都市と共催。「京都・文化マニフェスト」を宣言。
- 2009年（平成21年） - 大谷暢順の原作と総合監督で、野村万作（人間国宝）主演・監修、野村萬斎主演・演出、麻実れい、若村麻由美らが出演する新作舞台を平成21年4月から5月まで東本願寺東山浄苑、大阪サンケイホールブリーゼ、東京芸術劇場で計5回にわたり、上演した。後援は文化庁、大阪府、大阪市、京都市。
- 2010年（平成22年）6月26日 - 緊急避難道路落慶法要並びに完成式典開催[4]。
- 2010年（平成22年）7月28日 - 真宗大谷派から「（財団の）目的や解散後の残余財産の帰属先を変えた同財団の寄附行為の変更が無効であることの確認」と「信託契約の解除による信託財産200億円の返還」を求める訴訟を京都地裁に起される[5][6]。
- 2011年（平成23年）2月3日 - 旧財団法人本願寺維持財団を閉鎖登記、同日付で一般財団法人本願寺文化興隆財団を設立。[7]。
- 2012年（平成24年）3月27日 - 真宗大谷派から提訴されていた訴訟で、京都地裁が判決言い渡し。「（財団の）目的や解散後の残余財産の帰属先を変えた同財団の寄附行為の変更が無効であることの確認」の請求は認容されたが、「信託契約の解除による信託財産200億円の返還」の請求は棄却された[8]。

## 歴代法主
1. 親鸞 (1173 - 1262) 宗祖
2. 如信 (1235 - 1300)
3. 覚如 (1270 - 1351)
4. 善如 (1333 - 1389)
5. 綽如 (1350 - 1393)
6. 巧如 (1376 - 1440)
7. 存如 (1396 - 1457)
8. 蓮如 (1415 - 1499) 中興の祖とされる
9. 実如 (1458 - 1525)
10. 証如 (1516 - 1554)
11. 顕如 (1543 - 1592) 戦国時代に織田信長などと対立
12. 教如 (1558 - 1614) （これ以降、真宗大谷派）
13. 宣如 (1604 - 1658)
14. 琢如 (1625 - 1671〈1664譲〉)
15. 常如 (1641 - 1694〈1679譲〉)
16. 一如 (1649 - 1700)
17. 真如 (1682 - 1744)
18. 従如 (1720 - 1760)
19. 乗如 (1744 - 1792)
20. 達如 (1780 - 1865〈1846譲〉)
21. 厳如 (1817 - 1894〈1889譲〉)
22. 現如 (1852 - 1923〈1908譲〉)
23. 彰如 (1975 - 1943〈1925譲〉)
24. 闡如 (1903 - 1993)
25. 經如 (1929 - ) 現法主（これ以降、本願寺<東山上花山>）